# Karina Ambartsoumova
Karina Lvovna Ambartsoumova (en russe : Карина Львовна Амбарцумова), née le 17 août 1989 à Kazan, en Russie, est une  joueuse d'échecs russe. Elle est diplômée d'une université d'État russe en pédagogie sociale. Elle travaille comme entraîneur d'échecs et organise des cours par correspondance avec des enfants et des adultes.

## Jeunesse
Karina Ambartsoumova commence à jouer aux échecs à l'âge de quatre ans. Elle participe avec succès à des tournois d'échecs pour les jeunes. Elle remporte en particulier une médaille de bronze lors du championnat d'Europe d'échecs de la jeunesse dans la catégorie des moins de 14 ans, à Peñíscola, en Espagne, en 2002.

## Palmarès en compétitions individuelles
- En 2008, elle remporte le championnat de parties rapides féminin de Moscou .
- En 2010, elle remporte le championnat de Russie d'échecs des étudiants à Moscou.
- En 2012, elle remporte le championnat de blitz féminin de Moscou.
- En 2014, elle remporte le tournoi international féminin Lady Chess de Koge, au Danemark[1].
- En 2015, elle remporte le championnat de Russie de parties rapides féminins, à Saint-Pétersbourg.
- En 2017, elle remporte une médaille de bronze au championnat de Russie de parties rapides féminin, à Sotchi.

## Palmarès en équipe

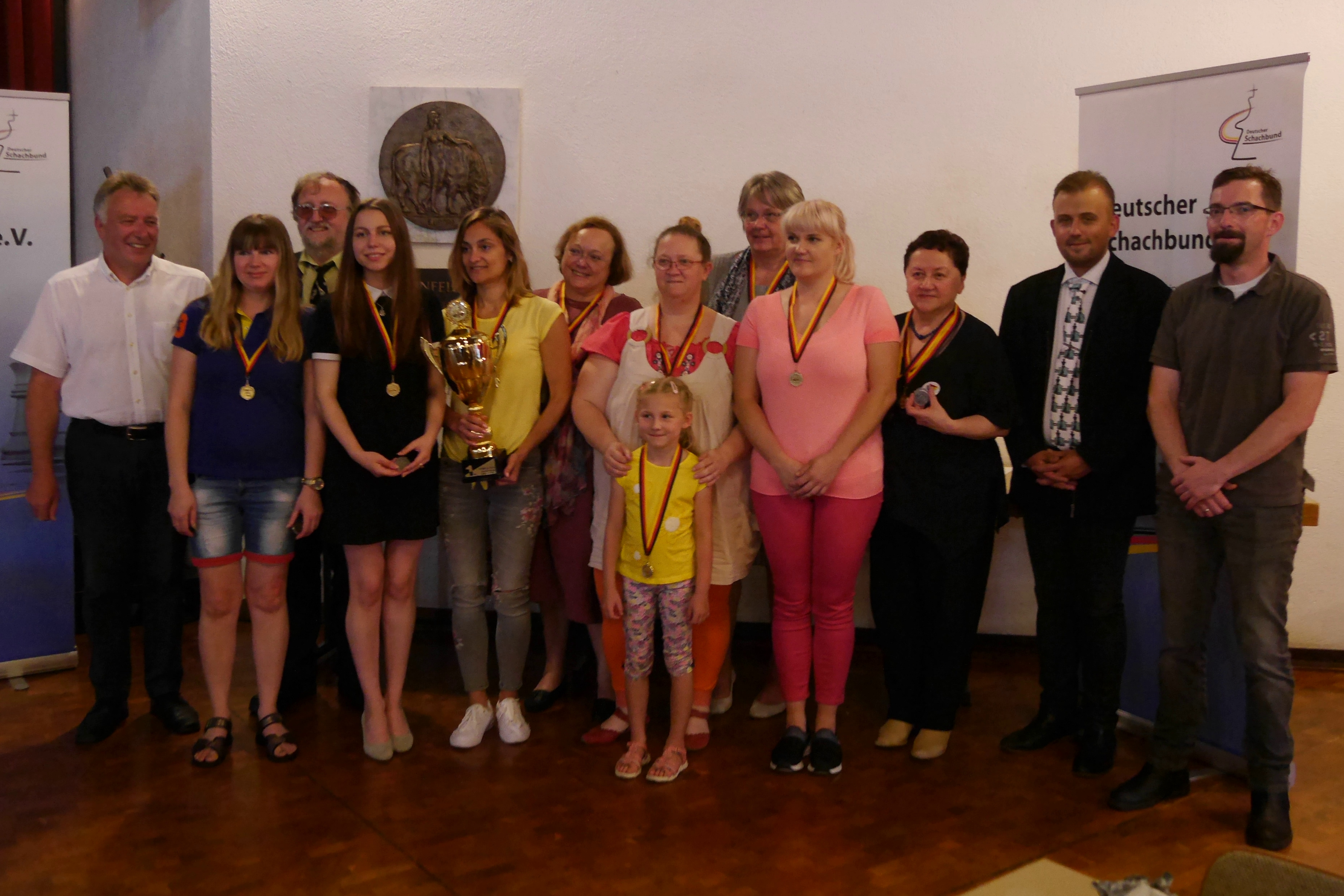
L'équipe féminine du Wurtemberg, en 2018 à Braunfels (Karina Ambartsoumova tient la coupe)

- En 2003 à Samara, et en 2014 à Sotchi, avec le club russe Ladja Kazan, elle termine chaque fois troisième du championnat de Russie d'échecs des clubs féminin.
- En 2016, elle participe à la Coupe d' Europe des clubs avec le Ladja Kazan[2].
- Elle remporte le championnat d'Allemagne d'échecs des clubs avec l'équipe féminine du SK Schwäbisch Hall lors de la saison 2016/2017 .
- En 2017 et 2018, elle remporte le championnat d'Allemagne d'échecs des clubs féminin des fédérations régionales (en allemand : Deutsche Frauen-Mannschaftsmeisterschaften der Landesverbände) qui se déroulent à Braunfels avec l'équipe féminine du Wurtemberg.

## Titres internationaux
En 2011, Karina Ambartsoumova reçoit le titre de Grand maître international féminin FIDE. Celui de Maître international (MI) vient en 2019. 